# Chrysoesthia aletris
Chrysoesthia aletris is een vlinder uit de familie tastermotten (Gelechiidae). De wetenschappelijke naam is voor het eerst geldig gepubliceerd in 1919 door Walsingham.
De soort komt voor in Europa.